# Physophorina miranda
Physophorina miranda är en insektsart som först beskrevs av Louis Albert Péringuey 1916.  Physophorina miranda ingår i släktet Physophorina och familjen Pneumoridae. Inga underarter finns listade i Catalogue of Life.